# Dario Mangiarotti
Pour les articles homonymes, voir Mangiarotti.
 Dario Mangiarotti (né à Milan le 18 décembre 1915 et mort à Lavagna le 9 avril 2010) est un escrimeur italien pratiquant l'épée. Il est le frère de l'escrimeur Edoardo Mangiarotti.

## Biographie
Aux Jeux olympiques d'été de 1948 à Londres Dario Mangiarotti remporte la médaille d'argent à l'épée par équipe. Les Jeux olympiques d'été de 1952 à Helsinki marquent le triomphe des frères Mangiarotti. Son frère Edoardo remporte le titre individuel et Dario est deuxième battant le Suisse Oswald Zappelli qui avait privé Edoardo de médaille d’argent quatre ans plus tôt.
Cette année-là, les frères Mangiarotti gagnent à eux deux six médailles : or à l'épée individuelle, épée par équipes, fleuret par équipes et argent au fleuret individuel pour Edoardo ; or à l'épée par équipes et argent à l'épée individuelle pour Dario.